# Zimredda de Sidon
Zimredda (Zimri-Haddu, Zimr-Edda ou Zimr-Eddi, akkadien : 𒍣𒅎𒊑𒁕 Zîmreda ; Amorrite : * ḏimrī hadda, « Hadad est ma protection ») est un maire de Sidon, (c-à-d un roi de Sidon) au milieu du XIVe siècle av. J.-C. 
Il est mentionné dans plusieurs lettres d'Amarna, notamment dans la dernière série Rib-Hadda. Il est l'auteur des lettres EA 144-EA 145.
Zimredda de Sidon, est le seul maire de « Siduna » dans la correspondance épistolaire d'Amarna de 1350 à 1335 av. J.-C.
Le nom de Zimredda de Sidon est référencé dans dix lettres d'Amarna, avec trois de la série Rib-Hadda — Rib-Hadda EA 92, intitulée : « De l'aide de Pharaon » — appelant les maires à aider Rib-Hadda, comme « Roi de Sidon », cinq lettres d'Abimilku de Tyr, également ses propres lettres. Il est le sujet principal de la moitié des lettres d'Abimilku au pharaon.
Les lettres d'Abimilku font référence à Zimredda de Siduna comme l'un de ses principaux ennemis dans les groupes contre Abimilku.

## Zimredda de Siduna: ses deux lettres

### EA 144:«Zimreddi de Siduna»
Une lettre écrite au pharaon.

« Dis au roi, mon seigneur, mon dieu, mon Soleil, le souffle de ma vie : Ainsi Zimreddi, le maire de Siduna. Je tombe aux pieds de mon seigneur, mon dieu, mon Soleil, le souffle de ma vie, (souligné(?)), 7 fois et 7 fois. Que le roi, mon seigneur, sache que Siduna, la servante du roi, mon seigneur, qu'il a placée sous ma garde, est saine et sauve. Et lorsque j'entendis les paroles du roi mon seigneur, lorsqu'il écrivit à son serviteur, mon cœur se réjouit, ma tête s'éleva, et mes yeux brillèrent, en entendant les paroles du roi mon seigneur. Que le roi sache que j'ai fait des préparatifs avant l'arrivée des archers du roi, mon seigneur. J'ai tout préparé selon l'ordre du roi, mon seigneur.
Que le roi, mon seigneur, sache que la guerre contre moi est très sévère. Toutes les villes que le roi a placées sous ma garde ont été rattachées à l'Apiru ( Habiru ). Que le roi me confie la garde d'un homme qui conduira les archers du roi à demander des comptes aux villes rattachées à l'Apiru, afin que vous puissiez les remettre sous ma garde et que je puisse servir le roi, mon seigneur, comme nos ancêtres l'ont fait auparavant. »

— EA 144, lignes 1–30 (complet)

### EA 145: «Un mot sur Amurru»
Une lettre écrite à quelqu'un, sous la garde du pharaon.

« [Dis]y [à ...] ... [mon seigneur : Message de Z]imre[ddi] . Je tombe [à (tes) pieds] . Sache que je suis sain et sauf, et que, par ton salut de la part du roi, mon seigneur, tu m'as rendu toi – même le souffle de sa bouche. J'ai entendu tes paroles que tu m'as envoyées à travers... [...] La guerre est très dure. [...] ... Le roi, notre seigneur, a certes été interpellé avec insistance depuis ses terres, mais le souffle de sa bouche n'atteint pas ses serviteurs qui sont dans l' arrière -pays (la campagne). De plus, quant à votre ordre concernant le pays d'Amurru, « Ce que vous entendez de là-bas — vous devez me le rapporter », tout le monde [a] entendu (cela) [...].... : ia -ak -wu- un -ka (il vous attend) . »

— EA 145, lignes 1–29 (avec des lacunes)

## EA 154, n° 9 sur 10 d'Abimilku
Cette lettre endommagée est la 5e lettre d'Abimilku qui traite des affaires de Zimredda : (« dirigeant de Siduna »). Son nom apparaît dans la lacune endommagée des lignes de fin. Il est également référencé comme le « dirigeant de Siduna », ligne 14.

### EA 154: «Ordres exécutés»
« Au roi, mon seigneur : Message d' Abimilku, [votre] serviteur. Je tombe aux pieds du roi, mon seigneur, sept fois et sept fois. Je suis la saleté sous les sandales du roi, mon seigneur. J'ai entendu ce que le roi a écrit à son serviteur : « Que mes forces : [. ia - k]u -( un ) (soient préparées) contre Yawa. » Ce que le roi a ordonné, je l'ai exécuté avec la plus grande joie. De plus, depuis le départ des troupes du roi, mon seigneur, de chez moi, le souverain de Siduna ne me permet pas, ni à moi ni à mon peuple, d'aller à terre chercher du bois ou de l'eau pour boire. Il a tué un homme et en a capturé un autre. [ ... 8 – lacune de ligne ]. Que le roi prenne connaissance de son serviteur. »

— EA 154, lignes 1 à 20 et ligne 29 (lignes 21 à 28, une lacune)